# Marija Gigowa
Marija Gigowa (bulgarisch Мария Гигова, * 21. April 1947 in Sofia) ist eine ehemalige bulgarische Gymnastin und mehrfache Weltmeisterin.

## Leben
Sie absolvierte die Hochschule für Körperkultur und Sport Georgi Dimitrow in Sofia und war als Sportlerin in der Rhythmischen Sportgymnastik aktiv. Sie wurde mehrfach Weltmeisterin. Bei den Weltmeisterschaften der Rhythmischen Sportgymnastik 1967 gewann sie Gold am Reifen. Während der Weltmeisterschaften 1969 erreichte sie Gold im Einzel-Mehrkampf in der Übung ohne Handgerät und am Reifen, außerdem Silber am Seil und Ball. Bei den Weltmeisterschaften 1971 gewann sie Gold im Einzel-Mehrkampf, am Reifen und Seil. Während der Weltmeisterschaften 1973 wurde sie erneut im Einzel-Mehrkampf und am Reifen Weltmeisterin. An den Keulen und am Band erreichte sie die Bronzemedaille.
Sie wurde mit dem Orden Georgi Dimitrow und als Held der Sozialistischen Arbeit ausgezeichnet.